# Винзавод
«Винзаво́д» — центр современного искусства в Москве. Открыт в 2007 году. Находится на территории бывшего пивоваренного завода «Московская Бавария» и впоследствии — винного комбината.

## История

### Дом княгини Волконской
Первым владельцем обширной усадьбы, располагавшейся по современным Мрузовскому и 4-му Сыромятническому переулкам, был капитан лейб-гвардии Преображенского полка Мельгунов, продавший её родной сестре, княгине Екатерине Волконской. Выдающаяся московская барыня и хозяйка подмосковного Суханова носила прозвище «тётушка-воин», ибо оказывала решающее влияние на своего племянника, фельдмаршала Петра Волконского, начальника штаба Кутузова. Как ни странно, до настоящего времени уцелело множество декоративных украшений здания, да и сам дом внешне не изменился, а уничтоженная век назад терраса восстановлена. Дом стоит справа от входа на «Винзавод», мощный и сдержанный центр выделен красивым портиком, а впереди находится необычный полукруглый выступ.
В 1805 году барскую усадьбу купил купец Монин, через четыре года — Никифор Прокофьев, в 1810-м открывший на её территории медо-пивоваренный завод. В начале 1821 года усадьба перешла к ревельскому купцу второй гильдии Фридриху Даниельсону, который пристроил к жилому зданию флигель с двухэтажным пивоваренным заводом и солодовней. На другой стороне переулка было поставлено длинное здание складов для солода. В тимпане портика главного дома до сих пор можно увидеть затейливо переплетённый окружённый пышным орнаментом вензель его сына Людвига Фридриховича. Нарядный ампирный декор сосредоточен на садовом фасаде.
В сороковых годах завод, новыми владельцами которого стали купцы первой гильдии Вильям Ватсон и Петр Дрейер, производил пива на 57 тыс. рублей в год. В 1851-м огромная усадьба и завод стали принадлежать известному «откупщицкому царю» Василию Александровичу Кокореву. Он разбогател на винных откупах, занялся банковским делом, был одним из пионеров русской нефтяной промышленности, основал несколько промышленных компаний и стал одним из самых богатых людей в России. К негодованию властей, Кокорев занялся и активной общественной деятельностью, в которой, впрочем, ему не дали развернуться.
Кокорев собирал картины и покровительствовал искусствам: в галерее, открытой им в 1861 году, помещались более 500 картин, в том числе кисти Брюллова, Левицкого, Боровиковского, Кипренского. Часть из них после банкротства владельца приобрёл П. М. Третьяков. Некоторое время тут находилась фабрика сургуча, смолок и пробок Н. Ф. Мамонтова, которая в 1858 году переехала в собственное помещение за Пресненской заставой, где было налажено производство масляных лаков.

### Московская Бавария
В середине XIX века западная часть усадьбы была отрезана линией Московско-Курской железной дороги. Здание солодовни оказалось на углу вновь проложенного переулка и получило неожиданно важное градостроительное значение. Пивоваренный завод занял своими постройками весь север владения. В 1873 году завод перешёл во владение акционерного общества «Московская Бавария», с 1886 года — Русского товарищества пиво- и медоварения в Москве. Завод был оснащён тремя паровыми машинами общей мощностью 45 лошадиных сил, обслуживался 70 рабочими и выпускал пиво высшего сорта «Венское чистое № 1» по цене 1 рубль 60 копеек ведро. Знаменито было и «Чёрное бархатное».
В 1909 году часть усадьбы приобрели душеприказчики почётного гражданина Х. С. Леденцова, завещавшего своё состояние на образовательные цели, и главный дом был переоборудован для помещения там городского четырёхклассного училища. К тому времени старинная усадьба значительно сократила свою площадь: часть её отрезала линия железной дороги, а часть, выходившая к Яузе, была продана в другие руки. Заведующим домами был И. П. Голоулин, и ещё много лет этот дом среди окрестного населения назывался Голоулинским, и даже весь район до набережной Яузы — Голоулинкой.
Напротив, через Хлудовский переулок (сейчас Сыромятнический проезд, 6), находится целый комплекс благотворительных учреждений, связанных с именем Герасима Ивановича Хлудова. Егорьевские крестьяне Хлудовы были ткачами-кустарями, вся семья отличалась умом, предприимчивостью, смёткой и огромным трудолюбием. После кончины основателя дела Ивана Ивановича, сыновьям досталось 200 тысяч рублей, которые они пустили для расширения производства. Вскоре они смогли завести торговлю в Москве, а в 1847 году начали постройку бумагопрядильной фабрики в Егорьевске, которая стала одной из самых больших в Подмосковье.
Вместе с братом Алексеем Герасим Хлудов управлял мануфактурой и стал одним из самых богатых людей в России. В 1865 году Хлудовы учредили контору в Ливерпуле, где закупали сырье и паровые машины, просуществовавшую более сорока лет. В 1874-м они организовали «Товарищество на паях» с капиталом 3 млн рублей, причём пайщиками были только сами хозяева и их родственники. Рабочий день на фабрике продолжался для взрослых 14 часов, для детей 9. Делом о беззакониях на хлудовской мануфактуре занимался в конце пятидесятых годов М. Е. Салтыков-Щедрин. С другой стороны, кровососы Хлудовы были известны как благотворители и меценаты. Как и Кокорев, Герасим Хлудов собирал картины — в его собрании находилась «Разборчивая невеста» Федотова, работы Перова, Айвазовского, Брюллова.
После ранней смерти единственного сына Павла Хлудов пожертвовал несколько сот тысяч рублей и специально купленный огромный участок земли в Сыромятниках для строительства благотворительного Дома призрения бедных. После смерти Хлудова в 1885-м Купеческое общество на завещанный им капитал стало строить по проекту архитектора Б. В. Фрейденберга большое здание приюта с домовой церковью. Он был открыт 8 мая 1888 года. В то время там поместили 50 женщин и 30 мужчин, а в 87 бесплатных квартирах 150 вдов с сиротами.
Дочери Хлудова также не остались в стороне от благотворительной застройки Сыромятников: Александра Найденова пожертвовала средства на строительство корпуса бесплатных квартир, Любовь Вострякова на бесплатное народное училище, Прасковья Прохорова на отделение слабых и одержимых недугами, а также на бесплатное женское ремесленное училище и ещё один корпус бесплатных квартир (автором некоторых из зданий был знаменитый Лев Кекушев).
В 1889 году купцами Травниковыми вблизи пивного завода был основан Московский комбинат виноградных и десертных вин, который как выпускал собственную продукцию из плодов и ягод, так и разливал виноградные вина, привезенные из Крыма и с Кавказа. В советское время этот комбинат производил до 170 наименований ординарных и марочных вин.
В конце XX века производство вин прекратилось. В 2001 году Мосвинкомбинат был обанкрочен.

### Арт-центр
В 2004 году новый владелец помещений бывшего винзавода, ООО «МВК-Эстейт», решил открыть на его территории арт-центр. Основателем центра современного искусства «ВИНЗАВОД» стал предприниматель Роман Троценко. С 2007 по март 2012 года должность директора Центра Современного искусства ВИНЗАВОД занимала Софья Троценко, с 2012 года Софья Троценко — Президент Фонда поддержки современного искусства ВИНЗАВОД. В марте 2012 года директором назначена Елена Пантелеева, до этого работавшая главным редактором Winzavod Art Review, — бесплатной ежемесячной газеты, выходящей под эгидой арт-центра. С 2016 года должность исполнительного директора занимала руководитель проекта Best of Russia Лина Краснянская.

## Выставочные залы

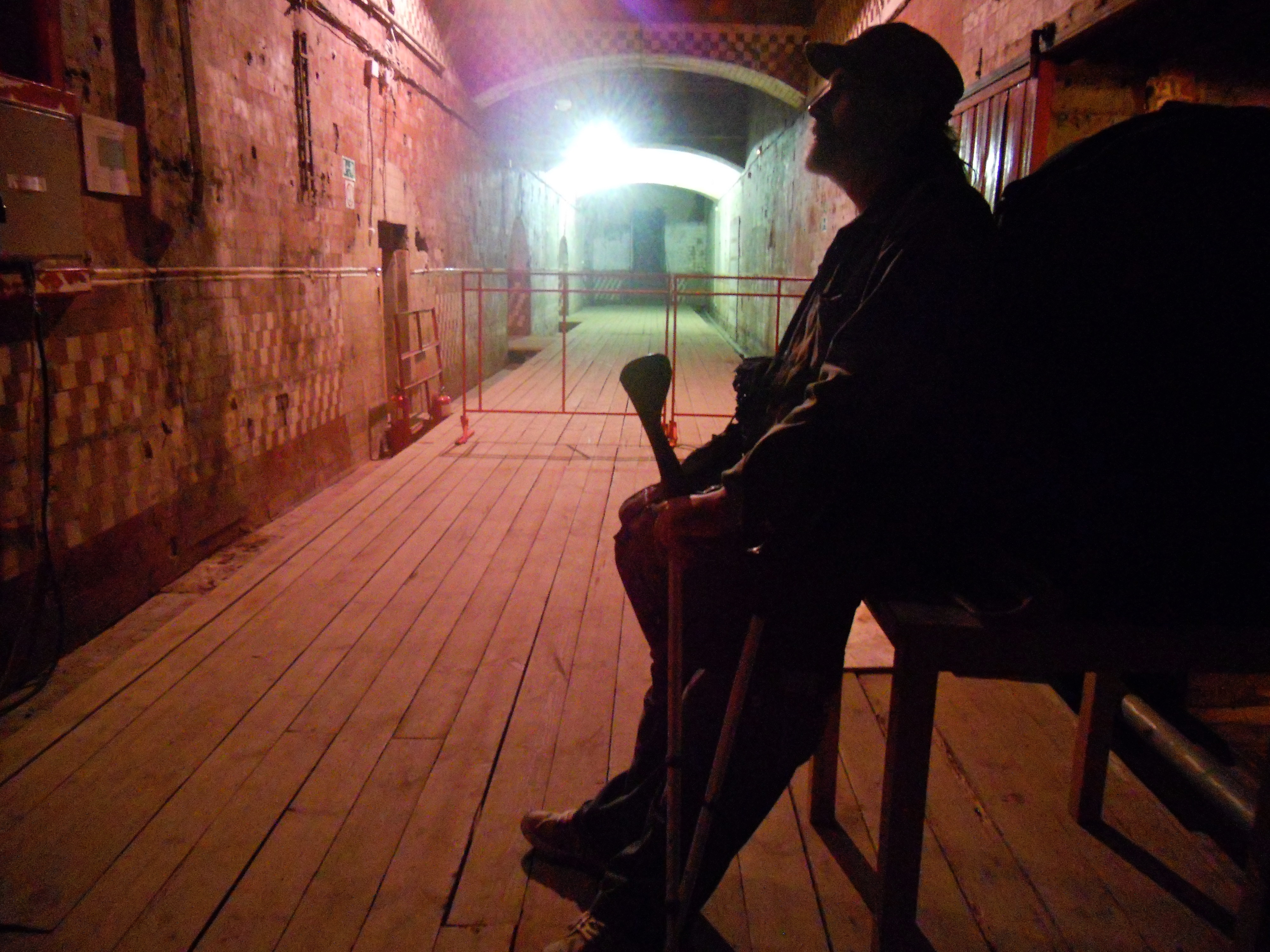
Драматург Вадим Леванов в Большом винохранилище

- Цех Белого;
- Цех Красного;
- Большое Винохранилище;
- Бродильный Цех;
- Площадка СТАРТ;
- Винтажный зал.

## Галереи современного искусства на «Винзаводе»
- 11.12 GALLERY
- ARTIS Gallery
- Галерея 21 + Глаз[6]
- Fine Art
- Osnova
- Pop/off/art
- Totibadze Gallery
- Vladey Space
- XL
- OVCHARENKO
- Треугольник

### Ранее на «Винзаводе» располагались
- FotoLoft, галерея.
- Frolov Gallery.
- Paperworks, галерея.
- Pechersky Gallery
- Gallery White, галерея-витрина.
- Айдан, галерея
- АртБерлога, галерея.
- Ателье № 2, галерея.
- Галерея М. Гельмана, также существовавшая под именами галереи «М&Ю Гельман» и проекта «Культурный альянс».
- Гринберг, галерея, также носившая имя Gallery.Photographer.ru.
- Жир, галерея.
- Меглинская, галерея.
- Платформа, театральная площадка.
- Победа, галерея.
- Проун, галерея.

## Изображения

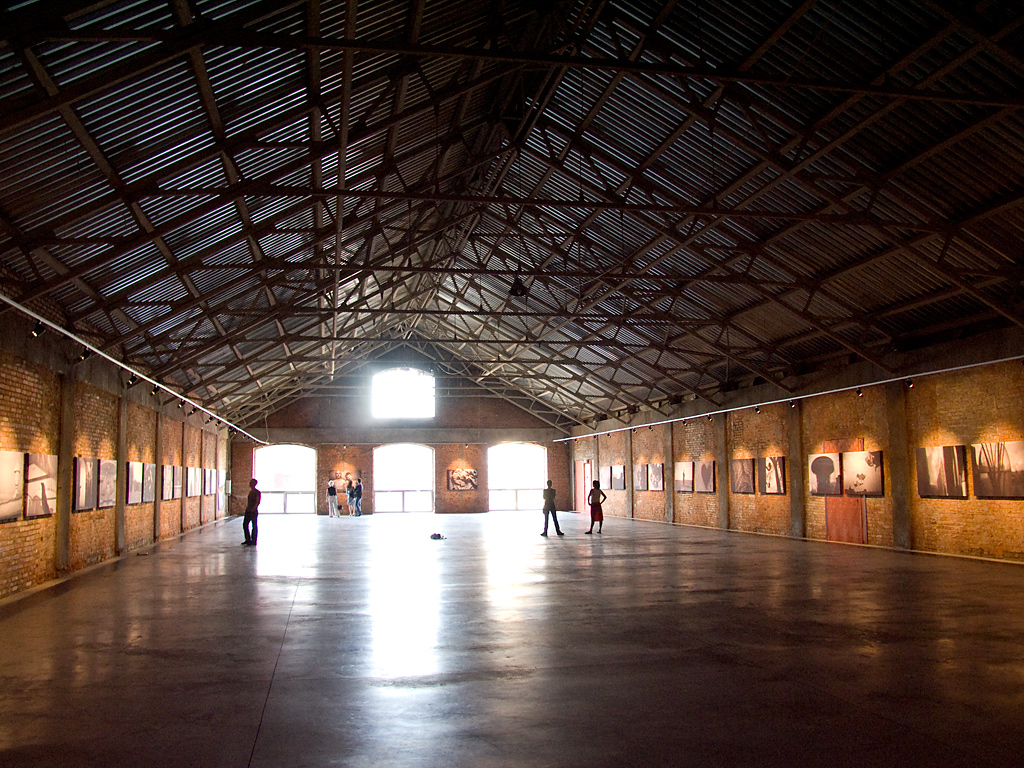
Цех Белого
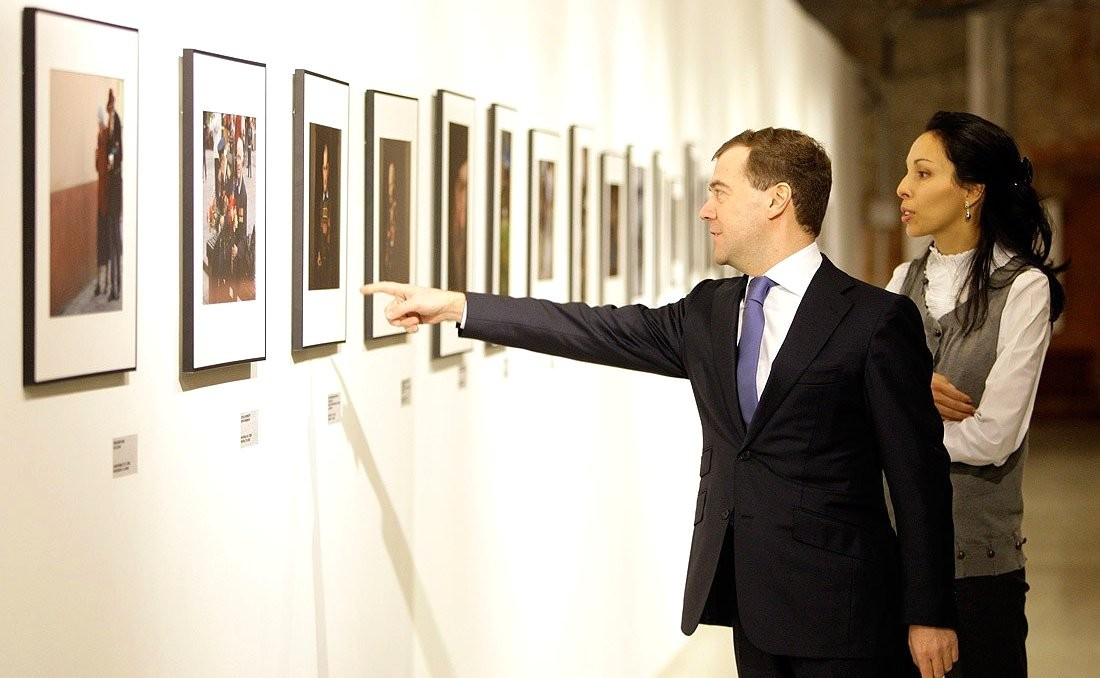
Президент РФ Д. Медведев и С. Троценко на выставке «Лучшие фотографии России — 2009». 08.02.2010

## Критика
Руководство Винзавода подвергалось публичной критике со стороны общественных организаций и прессы в связи с присуждением премии «Моральная поддержка» художнику Илье Трушевскому. Премия, по официальной версии руководства Винзавода, вручалась «представителям арт-среды, имеющим проблемы с российскими правоохранительными органами», однако Трушевский был единственным из её лауреатов, который был подвергнут преследованиям в связи с действиями общеуголовного характера, а не за свою социальную активность и/или эпатажные художественные жесты. Один из лауреатов премии, идеолог монстраций Артём Лоскутов, по некоторым сведениям, в знак протеста отказался от премии, а представители леворадикальной троцкистской группы Комитет за рабочий интернационал и феминистического движения инициировали бойкот и пикетирование арт-центра.